# Coupe du monde de saut d'obstacles 1994-1995
Navigation
Édition précédente Édition suivante
La coupe du monde de saut d'obstacles 1994-1995 est la 17e édition de la coupe du monde de saut d'obstacles organisée par la FEI. La finale se déroule à Göteborg (Suède), en avril 1995.

## Classement après la finale
| Pos. | Cavalier         | Nationalité | Cheval                   |
| ---- | ---------------- | ----------- | ------------------------ |
| 1    | Nick Skelton     | Royaume-Uni | Dollar Girl              |
| 2    | Lars Nieberg     | Allemagne   | For pleasure             |
| 3    | Michael Whitaker | Suisse      | Barcelona SVH et Dönhoff |